# 圣普里姆
圣普里姆（法語：Saint-Prim）是法国伊泽尔省的一个市镇，属于维埃纳区（Vienne）鲁西隆县（Roussillon）。该市镇总面积7.3平方公里，2009年时的人口为1179人。

## 人口
圣普里姆人口变化图示